# ذلاف
ذَلَّاف (الاسم العلمي Penaeus)، جنس حيوانات بحرية من القشريات وعشاريات الأرجل طوال الذيل وفصيلة البنيدات. أنواعه المعروفة متوسطة العدد أعطانها بحار البلاد الاستوائية والحارة ومنها بعض مناطق بحر الأبيض المتوسط. أجسامها كبيرة القد جميلة الألوان القسطانية. تتميز بمتكها المنشارية التفليج. لحومها مأكولة فاخرة الصنف..